# Умеров Ільмі Рустемович
Уме́ров Ільмі́ Русте́мович (крим. İlmi Rustem oğlu Ümerov, нар. 3 серпня 1957, радгосп Ахунбабаєва, Узбецька РСР) — український кримськотатарський політик, віце-прем'єр Уряду Криму (1994–1997), заступник голови Ради Міністрів АР Крим (1997), голова Всесвітньої асамблеї тюркських народів (1997–1999), заступник Голови Верховної ради АР Крим (2002–2005), голова Бахчисарайської районної державної адміністрації (2005–2014).

## Життєпис
Ільмі Умеров народився в радгоспі Ахунбабаєва Ташлакського району Ферганської області УзРСР. У 1980 році закінчив Андижанський медичний інститут за спеціальністю «Лікувальна справа». З 1981 по жовтень 1984 року працював лікарем в медичному об'єднані міста Маргілан, після чого переїхав до Краснодарського краю, де мешкав до червня 1988 року та працював лікарем-анестезіологом-реаніматологом в Центральній районній лікарні Кримська.
У 1988 році повернувся на історичну Батьківщину предків у Бахчисарай. З вересня 1990 року по червень 1992 року працював інженером кооперативу «Достлук». Згодом обійняв посаду директора ВАТ «Ельмаз». У травні 1994 року обраний депутатом Верховної Ради Автономної Республіки Крим, увійшов до постійної комісії з національної політики та проблем депортованих громадян. З жовтня того ж року і до січня 1997 виконував роль віце-прем'єра Уряду Криму, з січня по червень 1997 — заступник голови Ради Міністрів Автономної Республіки.
У 1997 році в Ізмірі (Туреччина) був обраний головою Всесвітньої асамблеї тюркських народів. Обіймав цю посаду до 1999 року. З січня 2000 по травень 2002 року — заступник голови Бахчисарайської районної державної адміністрації. З травня 2002 по червень 2005 працював заступником Голови Верховної ради АР Крим. В 2003 році Ільмі Умерову було присвоєно звання Заслуженого працівника органів самоврядування АР Крим, а у квітні 2005 року він був нагороджений орденом «За заслуги» III ступеня. В 2004–2005 роках був довіреною особою кандидата на пост Президента України Віктора Ющенка по ТВО № 10.
З 5 липня 2005 року Ільмі Умеров обіймав посаду голови Бахчисарайської районної державної адміністрації. Під час анексії АР Крим та Севастополя Росією навесні 2014 року Умеров у офіційній заяві оголосив, що не визнає сепаратистів та закликав громадян не йти на референдум 16 березня. Після протизаконного переходу Криму під юрисдикцію Росії певний час продовжував виконувати обов'язки голови РДА, однак 19 серпня 2014 року написав заяву на звільнення за власним бажанням, пояснивши своє рішення «відсутністю можливості виконувати роботу в умовах, що змінилися та вимагають порушення власних понять і життєвих принципів». Згодом він зазначив, що пішов на цей крок, не бажаючи присягати Росії як держслужбовець.
Умеров неодноразово отримував пропозицію переїхати на материкову частину України та продовжити повноцінну роботу в політичній сфері, однак вирішив відмовитися, аби боротися за відновлення статусу півострова зсередини. Через проблеми зі здоров'ям (хвороба Паркінсона) змушений був узяти російський паспорт задля оформлення пенсії, адже щомісяця їздити в Україну йому було не під силу. Проте, за словами самого Ільмі Рустемовича, окрім оформлення пенсії новим паспортом ніде більше не користувався, надаючи перевагу українським документам.
У травні 2016 року Меджліс кримськотатарського народу заявив про затримання Умерова співробітниками Федеральної служби безпеки Російської Федерації в Криму. В серпні 2016 року суд в анексованому Росією Криму вирішив відправити Ільмі Умерова на примусову психіатричну експертизу. У вересні 2016 року Бахчисарайський районний суд у Криму засудив Умерова до штрафу в обсязі 750 рублів за участь у зборах організації.
27 вересня російський суд в Криму засудив заступника голови Меджлісу кримськотатарського народу Ільмі Умерова до 2 років колонії-поселення, а також на 2 роки заборонив здійснення публічної діяльності. 25 жовтня Умеров разом з іншим кримськотатарським політв'язнем Ахтемом Чийгозом були видані Туреччині та звільнені від відбування покарання.

## Відзнаки та нагороди
- Орден «За заслуги» II ст. (24 серпня 2017) — за значний особистий внесок у державне будівництво, соціально-економічний, науково-технічний, культурно-освітній розвиток України, вагомі трудові здобутки та високий професіоналізм[5][6]
- Орден «За заслуги» III ст. (2005)
- Заслужений працівник органів самоврядування Автономної Республіки Крим.
- Лицарський хрест ордена «За заслуги перед Литвою» (2018).[7][8]

## Сім'я
У шлюбі з дружиною на ім'я Має Ільмі Умеров виховав трьох дітей: сина Сулеймана та доньок Зеру і Айше.

## Резонансні висловлювання
Умеров неодноразово висловлювався за передачу влади в Криму кримським татарам. Одна з його тез про українців Криму викликала величезний резонанс і осуд у суспільстві: "Українського населення в Криму немає. Є окремі українці. Але 600 тисяч українців, які там за статистикою, реально немає. Вони всі росіяни, або проросійські, або зоросійщені. Тобто мова йде про те, що населення може виступити проти? Так вони вже виступили проти нас: вони здали територію України іншій державі. вони перейшли до складу іншої держави разом з моєю землею ", — зазначив він. Дана теза викликала негатив у соц мережах, особливо з боку тих українців з Криму, які воювали в АТО.